# Comportamento da máquina
A ascendente área da ciência chamada comportamento da máquina, do inglês Machine Behaviour ou Machine Behavior, é um novo campo emergente que propõe estudar sistemas computacionais complexos, em especial, os Sistemas Inteligentes, com o mesmo viés metodológico o qual cientistas sociais, psicólogos e biólogos estudam seres humanos e animais, a partir das ciências do comportamento. A área vem sendo discutida desde que o professor Iyad Rahwan, que dirige o Centro de Humanos e Máquinas do Instituto Max Planck de Desenvolvimento Humano, reuniu 22 colegas - de disciplinas tão diversas quanto robótica; ciência da computação; sociologia; psicologia cognitiva; biologia evolutiva; inteligência artificial; antropologia e economia para publicar um artigo na revista científica Nature pedindo a inauguração de desse novo campo científico.
Para o pesquisador Iyad Rahwan, cientista social e da computação, que homologou essa nova abertura à pesquisa, os algoritmos estão na base de grande parte do mundo moderno e isso se tornou tão complexo que nem sempre se podem prever o que eles farão. Nesse sentido, a ideia considerada radical de Iyad Rahwan para esta nova área é a de que: "A melhor maneira de entender os algoritmos e suas aplicações, é observar seus comportamentos na natureza". Ou seja, o objeto de estudo da vertente radical behaviorista: o comportamento, entendido como a relação entre o indivíduo e seu ambiente físico, químico ou social.
Ao que tange a área de IHC (Interação humano–computador), Ronald E. Day afirma que dado que IHC é o estudo da interação entre pessoas e computadores, pode-se pensar nesse contexto de um modo geral, que o problema da interface entre máquinas tecnológicas e seres humanos tem a ver com a natureza dos afetos e da matéria de que são compostas estas entidades, problema que costuma ser geralmente entendido como sendo da ordem da diferença entre materiais “semióticos” e “a-semióticos” (Guattari), bem como da abertura ou fechamento dos corpos e órgãos e suas possibilidades de devires recíprocos através de afetos mutuamente convergentes, caracterizados por intensidades e fluxos. Em termos deleuzianos, enquanto as máquinas tecnológicas são mais ou menos compostas de poderes possíveis de se tornarem reais, os seres vivos são feitos de poderes potenciais tornados atuais.
Visto que quando se trata de aplicações de sistemas inteligentes, isto é, de aplicações de inteligência artificial (IA), a interpretabilidade ou explicabilidade são alguns dos termos frequentemente usados para buscar descrever métodos que fornecem informações sobre o comportamento dos programas de IA. Até hoje, a maioria das técnicas de interpretabilidade se concentrou em explorar a estrutura interna de redes neurais profundas.
Neste caso, nota-se que a interdisciplinaridade é um quesito importante que deve ser observado nessa área, como aponta Jesus Rodriguez, embora esse grupo certamente tenha ciência da computação e conhecimento matemático para entender os aspectos internos dos agentes de IA, eles geralmente não são behavioristas (comportamentalistas) treinados. Eles raramente recebem instruções formais sobre metodologia experimental, estatísticas baseadas na população e paradigmas de amostragem ou inferência causal observacional, sem falar em neurociência, comportamento coletivo ou teoria social. Da mesma forma, mesmo que os cientistas comportamentais entendam essas disciplinas, eles não têm o conhecimento necessário para entender a eficiência de um algoritmo ou técnica específica.
Ao longo do tempo, as pesquisas em Psicologia Comportamental, também chamada de behaviorismo, buscaram entender o comportamento animal a partir do condicionamento com estímulo-resposta. Como sociedade, o professor Iyad Rahwan defende que os apelos científicos para essa área são necessários e promissores porque as pessoas desejam entender os mecanismos que dirigem o mundo e a capacidade de usar esse entendimento para predizer melhor esse fenômeno, este maquinário inteligente no mundo. Além disso, Rahwan sustenta que o ecossistema social, isto é, o conjunto de sistemas sócio-ecológico-tecnológicos em escala, os quais governam os diversos estoques de recursos, fluxos e serviços ecossistêmicos, deve buscar sempre ser equilibrado e saudável. Salienta ainda que as máquinas, a partir de sistemas computacionais complexos, prometem aumentar enormemente a produtividade econômica, além de levar informações à ponta dos dedos e melhorar a vida cotidiana. No entanto, sabe-se que muitas pessoas têm medo do que essas máquinas podem fazer. São as consideradas entidades (ou serviços) sociais autônomas. Além disso, muitas pessoas associam a estas critérios de responsabilização e autonomia ao mesmo nível que a seres humanos .Neste aspecto, o pesquisador Rahwan acredita que talvez as máquinas possam impedir nossa autonomia. Então, o autor que inaugura a área pressupõe que uma compreensão científica objetiva do comportamento dessas máquinas é importante e deve informar uma discussão sobre como queremos controlar, mensurar, no seu sentido estrito a um racionalismo crítico a essas máquinas. Defende que o estudo do comportamento da máquina como a tarefa científica que complementa a tarefa social mais ampla de prosperar com as máquinas.
Um vez que essas circunstâncias se dão, Rahwan e Cebrian  observam também que agentes complexos de IA geralmente exibem imprevisibilidade inerente: eles demonstram comportamentos emergentes que são impossíveis de prever com precisão - mesmo por seus próprios programadores. Esses comportamentos se manifestam apenas através de interação com o mundo e com outros agentes do meio ambiente. De fato, Alan Turing e Alonzo Church mostraram a impossibilidade fundamental de garantir que um algoritmo cumprisse certas propriedades sem realmente executar o referido algoritmo. Existem limites teóricos fundamentais para a nossa capacidade de verificar se um determinado pedaço de código sempre satisfará as propriedades desejáveis, a menos que executemos o código e observemos seu comportamento.
Para um determinado agente de IA, o comportamento da máquina tentará explicar seu comportamento estudando as quatro áreas a seguir:
1. Mecanismo: Os mecanismos para gerar o comportamento dos agentes de IA são baseados em seus algoritmos e nas características do ambiente de execução. No nível mais básico, o comportamento da máquina utiliza técnicas de interpretabilidade para entender os mecanismos específicos por trás de um determinado padrão comportamental.
2. Desenvolvimento: O comportamento dos agentes de IA não é algo que acontece de uma só vez, mas evolui com o tempo. O comportamento da máquina estuda como as máquinas adquirem (desenvolvem) um comportamento individual ou coletivo específico. O desenvolvimento comportamental pode ser o resultado de escolhas de engenharia, bem como das experiências do agente.
3. Função: Um aspecto interessante da análise comportamental é entender como um comportamento específico influencia a função vitalícia de um agente de IA. O comportamento da máquina estuda o impacto de comportamentos em funções específicas de agentes de IA e como essas funções podem ser copiadas ou otimizadas em outros agentes de IA.
4. Evolução: Além das funções, os agentes de IA também são vulneráveis à história evolutiva e às interações com outros agentes. Ao longo de sua evolução, aspectos dos algoritmos dos agentes de IA são reutilizados em novos contextos, restringindo o comportamento futuro e possibilitando inovações adicionais. Nessa perspectiva, o comportamento da máquina também estuda os aspectos evolutivos dos agentes de IA.
Por outro lado, sabe-se que a IA tem se tornado cada vez mais complexa e robusta, e isto, resulta em riscos, erros e imprevisibilidade, já que ela não será capaz de prever seu próprio comportamento. "O comportamento dos intelectos artificiais será tão complexo que será imprevisível e, portanto, potencialmente ameaçador para os seres humanos”. Neste sentido, Ryahwan e Cebrian afirmam que não se pode certificar que um agente de IA é ético observando seu código-fonte, assim como não podemos garantir que os humanos sejam bons examinando seus cérebros.
Outrossim pode ser atentado em relação a tomadas de decisões relacionados a aspectos de justiça. Existem pesquisas que afirmam que quando falamos em aceitar a liberdade de pensamento, essa liberdade está vinculada com a intuição autêntica da justiça de um indivíduo em relação a ele e aos outros. Mas para a Inteligência Artificial, a liberdade de pensamento não é suposta - nem para uma IA forte, nem para uma IA fraca, sendo a primeira relacionada à criação de máquinas (softwares) que tenham autoconsciência e que possam pensar, e a segunda, relacionada com a construção de máquinas de certa forma inteligentes, porém, eles não são capazes de raciocinar por si próprios.. Em especial, porque a perspectiva de pensamento livre para a IA é vista como uma maneira assustadora de desenvolver o futuro.
No campo científico já existem trabalhos  que buscam utilizar metodologicamente as descobertas trazidas por esta nova área. No entanto, o pesquisador Seng Loke  se mostra enfático quando aponta que a avaliação experimental do comportamento algorítmico para verificar certas propriedades ou capacidades pode ser empregada, embora testar o comportamento do dispositivo em todas as circunstâncias e ambientes possa ser desafiador, especialmente se ele se conectar a outros dispositivos, como se é com a internet das coisas, e se houver consequências de fluxo no mundo físico, neste caso, considerando também as complexidades de um dispositivo de hardware. Outro trabalho que relaciona aprendizagem de máquina e economia comportamental feito por Emir Hrnjic e Nikodem Tomczak, tem como objetivo descrever como estas áreas podem apoiar e aumentar a tomada de decisões e informar as decisões políticas, projetando intervenções personalizadas, assumindo que características personalizadas suficientes e variáveis psicológicas que possam ser amostradas, fundamentalmente em relação aos incentivos dos agentes econômicos que estão no centro do raciocínio econômico para a tomada de decisões e para desenvolver formulação de políticas.
Logo, os quatro aspectos anteriores fornecem um modelo holístico para entender o que se propõe de embasamento para o estudos do comportamento dos agentes de IA especificamente. No entanto, esses quatro elementos não se aplicam da mesma maneira quando se avalia, por exemplo, um modelo de classificação com um único agente do que um ambiente de carro autônomo com centenas de veículos. Nesse sentido, o comportamento da máquina aplica os quatro aspectos anteriores em três escalas diferentes:
1. Comportamento individual da máquina: Essa dimensão do comportamento da máquina tenta estudar o comportamento de cada máquina individualmente. Existem duas abordagens gerais para o estudo do comportamento individual da máquina. A primeira se concentra em criar um perfil do conjunto de comportamentos de qualquer agente específico da máquina usando uma abordagem dentro da máquina, comparando o comportamento de uma máquina específica em diferentes condições. A segunda, uma abordagem entre máquinas, examina como uma variedade de agentes individuais de máquinas se comporta na mesma condição.
2. Comportamento coletivo da máquina: diferentemente da dimensão individual, essa área procura entender o comportamento dos agentes da IA estudando as interações em um grupo. A dimensão coletiva do comportamento da máquina tenta identificar comportamentos em agentes de IA que não surgem em um nível individual.
3. Comportamento humano-máquina híbrido: Existem muitos cenários em que o comportamento dos agentes de IA é influenciado por suas interações com os seres humanos. Outra dimensão do comportamento da máquina concentra-se na análise de padrões comportamentais em agentes de IA desencadeados pela interação com seres humanos.
O comportamento da máquina é um campo complexo e emergente para o todo o contexto de Big Data e as demais aplicações de IA. Portanto, as ciências comportamentais podem complementar os métodos tradicionais de interpretabilidade para desenvolver novos métodos que ajudem a entender e explicar o comportamento da máquina. Com a quantidade de informações e com a disponibilidade facilitada das mesmas pelo acesso a Internet, as pessoas se deparam cada vez mais com uma diversidade muito grande de opções, opiniões, isto é, dados. Muitas vezes um indivíduo possui pouca ou quase nenhuma experiência pessoal para realizar escolhas dentre as várias alternativas que lhe são apresentadas. Dessa forma, para além da conduta humana já inerente, a questão relevante que esta área situa refere-se a como proceder nestes casos, onde máquinas ensinadas por seres humanos se colocam em sociedade a partir de uma abordagem de análise comportamental.
Na ocasião, à medida que as interações entre humanos e IA se tornam mais sofisticadas, o comportamento da máquina pode desempenhar um papel fundamental para permitir o próximo nível de inteligência híbrida.